# Байшадас-Литоранеас (мезорегион)
Байшадас-Литоранеас (порт. Mesorregião das Baixadas Litorâneas) — административно-статистический мезорегион в Бразилии, входит в штат Рио-де-Жанейро. Население составляет 700 842 человека (на 2010 год). Площадь — 3644,660 км². Плотность населения — 192,29 чел./км².

## Демография
Согласно сведениям, собранным в ходе переписи 2010 г. Национальным институтом географии и статистики (IBGE), население мезорегиона составляет:
| Полное население                            | Полное население                            | Полное население                            | Полное население                            | 700 842 |
| ------------------------------------------- | ------------------------------------------- | ------------------------------------------- | ------------------------------------------- | ------- |
| в том числе:                                | Городское население                         | 622 249                                     | Процент городского населения, %             | 88,79   |
|                                             | Сельское население                          | 78 593                                      | Процент сельского населения, %              | 11,21   |
|                                             | Мужское население                           | 344 253                                     | Процент мужского населения, %               | 49,12   |
|                                             | Женское население                           | 356 589                                     | Процент женского населения, %               | 50,88   |
| Плотность населения, чел/км²                | Плотность населения, чел/км²                | Плотность населения, чел/км²                | Плотность населения, чел/км²                | 192,29  |
| Население мезорегиона в % к населению штата | Население мезорегиона в % к населению штата | Население мезорегиона в % к населению штата | Население мезорегиона в % к населению штата | 4,38    |

## Статистика
- Валовой внутренний продукт на 2003 год составляет 17 113 230 051,00 реалов (данные: Бразильский институт географии и статистики).
- Валовой внутренний продукт на душу населения на 2003 год составляет 32 951,17 реалов (данные: Бразильский институт географии и статистики).

## Состав мезорегиона
В мезорегион входят следующие микрорегионы:
1. Басия-ди-Сан-Жуан
2. Лагус